# کوسماسوم

کوسماسوم شهری در شهرستان توئسه در استان بازگا در بورکینافاسوی مرکزی است و جمعیت آن ۵۲۱ نفر است.